# Каррильо (кантон)
Каррильо (исп. Carrillo) — кантон в провинции Гуанакасте Коста-Рики.

## География
Находится на западе провинции. На северо-западе омывается водами Тихого океана. Административный центр — Филадельфия.

## История
Кантон создан 16 июня 1877 года, назван в честь президента Коста-Рики Браулио Каррильо.

## Округа
Кантон разделён на 4 округа:
1. Филадельфия
2. Белен
3. Пальмира
4. Сардиналь